# Pedrógão Pequeno
Pedrógão Pequeno es una freguesia portuguesa situada en el municipio de Sertã. Según el censo de 2021, tiene una población de 706 habitantes.